# 48-ма армія (СРСР)
Со́рок во́сьма а́рмія (48 А) — загальновійськова армія у складі Збройних сил СРСР під час Німецько-радянської війни з 7 серпня 1941 по вересень 1945.

## Історія

### Перше формування
Вперше 48-ма армія була сформована 4 серпня 1941 року на базі військ Новгородської армійської оперативної групи. Командувачем армії був призначений генерал-лейтенант С. Д. Акимов. Армія вела оборонні бої в районі Новгорода. Однак, німці захопили Новгород і відтіснили 48-му армію за ріку Волхов. 20 вересня 1941 року армію було розформовано, а її залишки буди передані 54-й армії.

### Друге формування
Вдруге 48-ма армія була сформована на Брянському фронті 20 квітня 1942 року. Армія брала участь у боях на північ від Воронежа, в Курській битві, форсуванні Дніпра, Білоруській та Східно-Прусській наступальних операціях.

## Командування

### Командувачі
- - генерал-лейтенант Акимов С. Д. (серпень 1941);
  - генерал-лейтенант Антонюк М. А. (вересень 1941);
  - генерал-майор Халюзін Г. О. (травень 1942 — лютий 1943);
  - генерал-лейтенант Романенко П. Л. (лютий 1943 — грудень 1944);
  - генерал-лейтенант, з травня 1945 генерал-полковник Гусєв М. І. (грудень 1944 — до кінця війни).